# Miranda (film din 1948)
Miranda  este un film britanic alb-negru de comedie din 1948 regizat de Ken Annakin. Rolurile principale au fost interpretate de actorii Glynis Johns, Googie Withers, Margaret Rutherford și Griffith Jones. Scenariul este scris de Peter Blackmore (dialoguri suplimentare de Denis Waldock) pe baza unei piese de teatru omonime a lui Blackmore.
Filmul este o fantezie de comedie ușoară despre o sirenă frumoasă și jucăușă Miranda și efectul ei asupra bărbaților și femeilor pe care îi întâlnește, în timp ce cochetează scandalos cu și măgulește pe fiecare bărbat pe care îl întâlnește.
Glynis Johns și Margaret Rutherford și-au reluat rolurile în continuarea color Mad About Men (1954, r. Ralph Thomas).
A avut un buget de 170.400£ și încasări de 181.300£ (în decembrie 1949) sau 176.000£.

## Rezumat
Deoarece soția lui nu este interesată de pescuit, doctorul Paul Martin pleacă singur într-o vacanță pe coasta Cornwall. Acolo, Miranda, o sirenă, îl prinde trăgându-l de firul de pescuit și făcându-l să cadă în apă. Ea îl târăște în peștera ei subacvatică, unde îl ține prizonier timp de o săptămână și îi dă drumul numai după ce acceptă să-i arate Londra, unde locuiește. După ce a comandat mai multe rochii foarte lungi de la croitorul soției sale pentru a-i acoperi coada, el o deghizează ca un pacient invalid pe un scaun de baie și o duce la el acasă, inițial pentru o ședere de trei săptămâni.
Soția lui Martin, Clare, acceptă fără tragere de inimă aranjamentul, dar insistă să angajeze pe cineva care să aibă grijă de „pacient”. El o alege pe asistenta Carey pentru natura ei excentrică. Spre ușurarea lui Paul, Carey este încântată să lucreze pentru o sirenă, deoarece a crezut întotdeauna că așa ceva există.
Natura seducătoare a Mirandei îi câștigă admirația nu numai a lui Paul, ci și a șoferului său Charles, precum și a lui Nigel, logodnicul prietenei și vecinei lui Clare, Isobel, stârnind gelozia femeilor. Nigel chiar își rupe logodna, dar când el și Charles descoperă că Miranda a cochetat cu amândoi, își revin în fire.
Clare bănuiește cu tărie că Miranda este o sirenă, iar Martin recunoaște adevărul. Când Miranda o aude pe Clare spunându-i lui Paul că trebuie să se spună adevărul publicului, Miranda coboară pe Tamisa și scapă în apă. Ea le-a spus anterior că va merge la Mallorca în vizită.

## Distribuție
- Glynis Johns – Miranda Trewella
- Googie Withers – Clare Martin
- Griffith Jones – Dr Paul Martin
- John McCallum – Nigel
- Margaret Rutherford – Nurse Carey
- David Tomlinson –  Charles
- Yvonne Owen – Betty
- Sonia Holm –  Isobel
- Brian Oulton – Manell
- Zena Marshall – Secretary
- Lyn Evans – Inn Landlady
- Stringer Davis – Museum Attendant
- Hal Osmond – Railway Carman
- Maurice Denham –  Cockle Vendor